# Pécs
Pécs (kroatiska: Pečuh) är en stad i södra Ungern belägen nära den kroatiska gränsen. Staden ligger vid foten av Mecsekbergen. Pécs har 156 049 invånare (2011) och är regionhuvudstad i Dél-Dunántúl (Södra Transdanubien) och provinshuvudstad i Baranya.
Staden är känd för att vara en av de mest romantiska städerna i landet. Här finns också lämningar från keltisk och romersk tid. Från den tid som staden ockuperades av turkarna finns ett par moskéer kvar. Den största finns på Széchenyitorget i Pécs och är numera katolsk kyrka. Den berömde opkonstnären Victor Vasarely föddes i Pécs och han donerade ett antal av sina målningar till Vasarelymuseet.
Staden var Europeisk kulturhuvudstad 2010 tillsammans med Essen och Istanbul. Pécs har historiskt bebotts av ungrare, tyskar och kroater och har en mångkulturell prägel. I Pécs finns bland annat Ungerns enda kroatiskspråkiga teater. Andelen av befolkningen som talar språk andra än ungerska är dubbelt så högt i Pécs som resten av Ungern.

## Namn

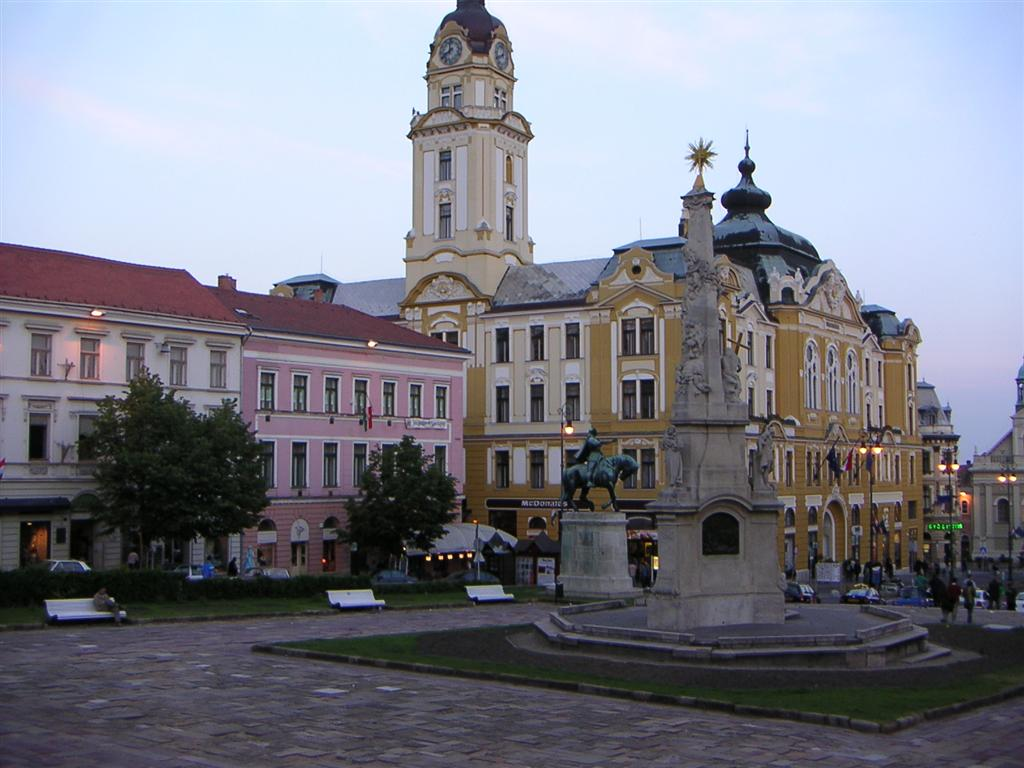
Széchenyitorget (Széchenyi tér).

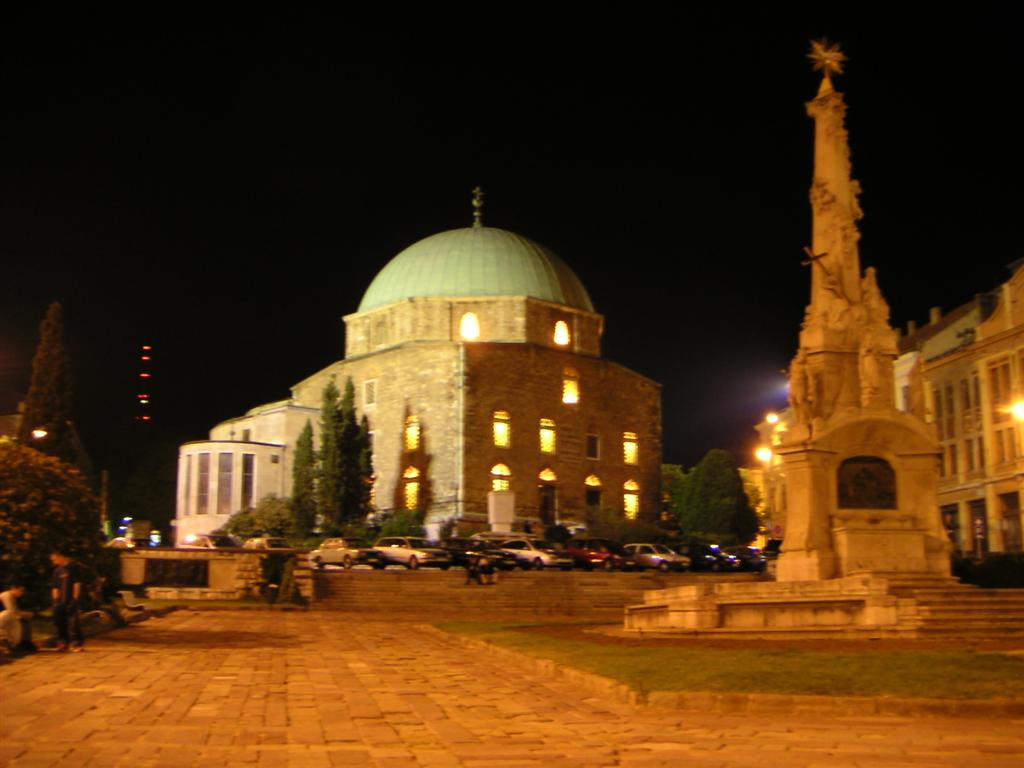
Nattbild.

Namnet är av slaviskt ursprung och betyder fem, vilket återkommer i de latinska, tyska, tjeckiska och slovakiska namnen på staden. År 871 kallades staden på latin för Quinque Basilicae (fem katedraler), vilket senare ändrades till Quinque Ecclesiae (fem kyrkor).
- Kroatiska: Pečuh
- Latin: Quinque Ecclesiae
- Serbiska: Печуј / Pečuj
- Slovakiska: Pětkostolie
- Tjeckiska: Pětikostelí
- Tyska: Fünfkirchen
- Turkiska: Peç

## Historia
Pécs ursprung ligger i den romerska staden Sopinae, grundad på 100-talet och blev vid slutet av 200-talet en av den romerska provinsen Pannonias administrativa centrum. Stefan I av Ungern utsåg Pécs till stiftsstad 1009 och staden fick Ungerns första universitet år 1367. Den ungerska humanisten Janus Pannonius var baserad i Pécs. 1543 erövrades Pécs av Osmanska riket och turkarna gjorde staden till ett administrativt och kulturellt centrum för osmanska Ungern. Turkarna drevs ut ur Pécs under slutet av 1600-talet av Habsburgarna.

## Demografi

### Språk
Enligt folkräkningarna 1900 och 1910 fördelade sig Pécs befolkning på detta sätt, avseende på språk:
| Språk                | Talare 1900 | % 1900  | Talare 1910 | % 1910  |
| -------------------- | ----------- | ------- | ----------- | ------- |
| Hela befolkningen    | 43 982      | 100,0 % | 49 822      | 100,0 % |
| Ungerska             | 33 959      | 77,2 %  | 41 628      | 83,6 %  |
| Tyska                | 7 717       | 17,5 %  | 6 356       | 12,8 %  |
| Kroatiska            | 769         | 1,7 %   | 688         | 1,4 %   |
| Slovakiska           | 215         | 0,5 %   | 162         | 0,3 %   |
| Serbiska             | 113         | 0,3 %   | 125         | 0,3 %   |
| Rumänska             | 47          | 0,1 %   | 30          | 0,1 %   |
| Rutenska (Ukrainska) | 3           | 0,0 %   | 5           | 0,0 %   |
| Övriga               | 1 159       | 2,6 %   | 828         | 1,7 %   |

### Religion
Enligt folkräkningarna 1900 och 1910 fördelade sig Pécss befolkning på detta sätt, avseende på religion:
| Religion           | Antal 1900 | % 1900  | Antal 1910 | % 1910  |
| ------------------ | ---------- | ------- | ---------- | ------- |
| Hela befolkningen  | 43 982     | 100,0 % | 49 822     | 100,0 % |
| Romersk katolicism | 37 196     | 84,6 %  | 42 053     | 84,4 %  |
| Kalvinism          | 1 460      | 3,3 %   | 2 173      | 4,4 %   |
| Lutherdom          | 1 049      | 2,4 %   | 1 173      | 2,4 %   |
| Ortodox            | 183        | 0,4 %   | 234        | 0,5 %   |
| Katolska östkyrkor | 68         | 0,2 %   | 98         | 0,2 %   |
| Unitarism          | 12         | 0,0 %   | 30         | 0,1 %   |
| Judendom           | 3 973      | 9,0 %   | 4 026      | 8,1 %   |
| Övriga             | 41         | 0,1 %   | 35         | 0,1 %   |